# 早川清孝
早川 清孝（はやかわ きよたか、1946年4月11日 - 2005年3月29日）は、福岡県出身のハンドボール選手、指導者。1972年ミュンヘンオリンピックハンドボール全日本代表。

## 経歴
福岡市立博多工業高等学校から日本体育大学に進み、卒業後湧永製薬に入社。同社ハンドボール部（ワクナガレオリック）に所属。その後、大阪イーグルスに移籍した。
全日本では、1970年日体大生としてフランスで行われた世界選手権に出場。1972年には湧永の選手としてミュンヘン五輪代表。
現役引退後、指導者としても活躍、全日本コーチも務めた。1979年、日本オリンピック委員会スポーツ指導者海外研修員として、ドイツ・ケルン体育大学へ留学している。
晩年には京都市立芸術大学教授を務めた。2005年3月29日、兵庫県西宮市内の病院で、慢性骨髄性白血病のため死去。58歳没。